# Anton Phillips
Anton Phillips (Kingston, 31 oktober 1943) is een Brits acteur geboren in Jamaica. Hij is vooral bekend van zijn rol als Dr. Bob Mathias in de Britse sciencefictionserie Space: 1999.

## Biografie
Phillips werd geboren op 31 oktober 1943 in de Jamaicaanse hoofdstad Kingston. Hij liep er school totdat het gezin verhuisde naar de Verenigde Staten, waar hij in Washington D.C. zijn school afmaakte. In de jaren zestig verhuisde hij naar het Verenigd Koninkrijk, waar hij een acteeropleiding volgde.
Na de toneelschool begon Phillips aan een acteercarrière in Groot-Brittannië, waarmee hij veel raciale barrières doorbrak. Hij was de eerste zwarte acteur in veel televisieseries, waaronder General Hospital, The Saint en The Bill. Hij werd vooral bekend voor zijn vaste rol in Space: 1999.
Naast acteur is hij ook theaterproducent en -regisseur en is door de jaren heen betrokken geweest bij veel initiatieven om kwalitatief hoogstaand professioneel theater door en voor zwarte mensen onder de aandacht te brengen.